# 40-es főút (Magyarország)
A 40-es számú főút megszűnt számozású magyarországi másodrendű főút, mely Albertirsától Szolnokig tartott. Hossza kezdetben 30 majd 43 km volt. 2021-től azonban a 4-es főút része lett. 

## Fekvése
A 4-es főút eredeti, korábban Albertirsán, Ceglédbercelen és Cegléden illetve Abonyon áthaladó nyomvonalának átszámozása volt. Az M4-es autóút megépülésével 2021-től ismét a 4-es főút része és visszaszámozták az utat.

## Története
1934-ben, amikor a kereskedelem- és közlekedésügyi miniszter 70 846/1934. számú rendelete az egész országra kiterjedően meghatározta az országos főúthálózat elemeit, a 40-es útszámozást még nem osztották ki. A második világháború idején azonban, az első és második bécsi döntések utáni időszakban szükségessé vált a kiosztása a jelentős kiterjedésű, visszacsatolt partiumi és erdélyi területeken; azokban az években a Szeretfalva-Beszterce-Báránykő útvonal viselte ezt az útszámozást.
Az 1970-es években elkészült 4-es főút Albertirsa–Ceglédbercel–Cegléd településeket északról elkerülő modern nyomvonala miatt, a településeket átszelő régi nyomvonal a 40-es számot kapta. A 2005-ben átadott Abonyt északról elkerülő szakasz és a régi nyomvonal további átszámozása nyomán a 40-es főút meghosszabbodott 13 km-el, és már Szolnok nyugati csomópontjáig tartott.
Az M4-es autóút a 40-es főúttal párhuzamos szakaszainak átadása után ismét a 4-es főút részét képezi az út.